# ロクスバラ公爵
ロクスバラ公爵（英語: Duke of Roxburghe,[ˈrɒksbərə]）は、イギリスの公爵位、スコットランド貴族。第5代ロクスバラ伯爵ジョン・カーが1707年に叙されたことに始まり、現在はイニス＝カー家が保持する。
爵位名はスコットランドの国境に位置するロクスバラにちなむ。歴代当主はフロアズ城を本拠地としている。また、公爵家は本来イニス氏族の氏族長となるべき家格だが複合姓イニス＝カー(Innes-Ker)を家名としているため、その代表とは認められていない。

## 歴史

### 前史

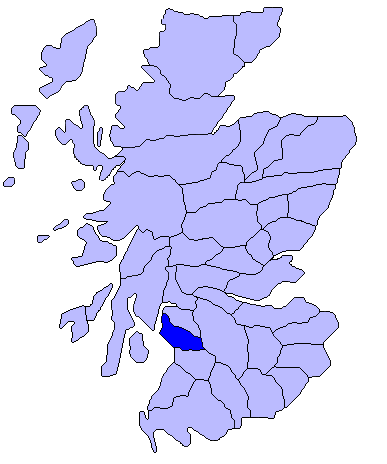
カー氏族はスコットランド南部から国境を行動範囲とした。青は本拠地の一つカニンガム。

カー氏族(Clan Kerr)はノルマンディー地方からスコットランドへと渡来したとされるクランである。
黎明期の一族には、フロドゥンの戦いに参加したアンドリュー・カー・オブ・セスフォード(Andrew Ker of Cessford、1526年没)や「メアリー1世とその息子への不動の忠誠」を評されるトマス・カー・オブ・ファーニースト(Thomas Ker of Ferniehurst、1586年没)といった人物がいる。その両者の子孫にあたるロバート・カー(1570?-1650)は国王ジェームズ6世を補佐した廷臣で、辺境按察使や王璽尚書を歴任した。
彼は1600年にスコットランド貴族の「ロクスバラ卿(Lord Roxburghe)」に、続く1616年には「ロクスバラ伯爵(Earl of Roxburghe)」及び「セスフォード及びケイバートンのカー卿(Lord Ker of Cessford and Caverton)」を授けられた。しかし、初代伯は息子に先立たれていたことから1643年に爵位を王冠に返還（ノヴォダマス）、1646年には伯爵位及びカー卿位に対して特別継承権を付与されている。その特別継承権には長女の子サー・ウィリアム・ドラモンド(1622-1675)とその両系子孫、さもなくばそのウィリアムの姉妹ジーンと夫第3代ウィグタウン伯爵との間のヤンガーソン、加えて初代伯の次男ハリー・カーの長女とその直系男子、さらにその女系男子への相続が規定されていた。初代伯が没すると、規定に従ってウィリアムが爵位を継承するも、その認定は1660年代にまでもつれ込んだ。
以降は2代伯の直系子孫による継承が続いたが、その孫にあたる4代伯ロバート(1677-1696)が子のないまま死去すると、その弟ジョン・カー(1680頃-1741)が爵位を襲った。彼が公爵家を興すこととなる。

### ロクスバラ公爵位の創設

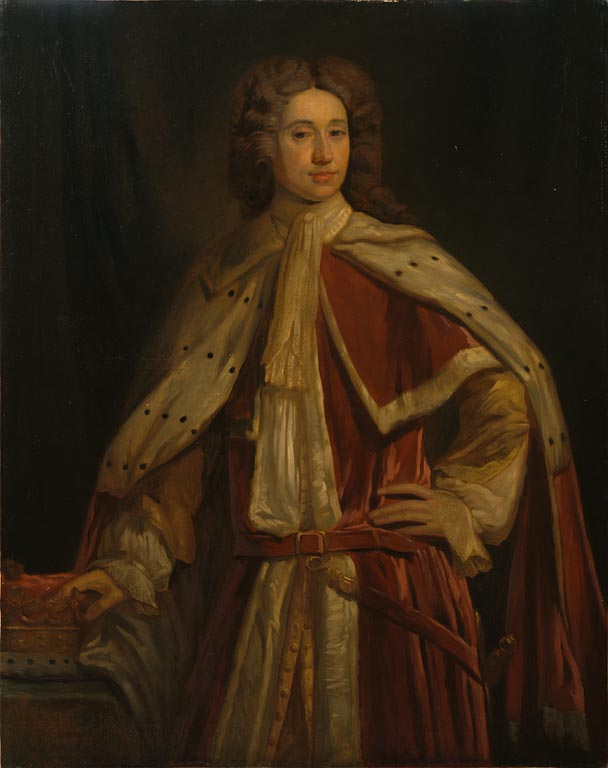
初代公爵ジョン・カー

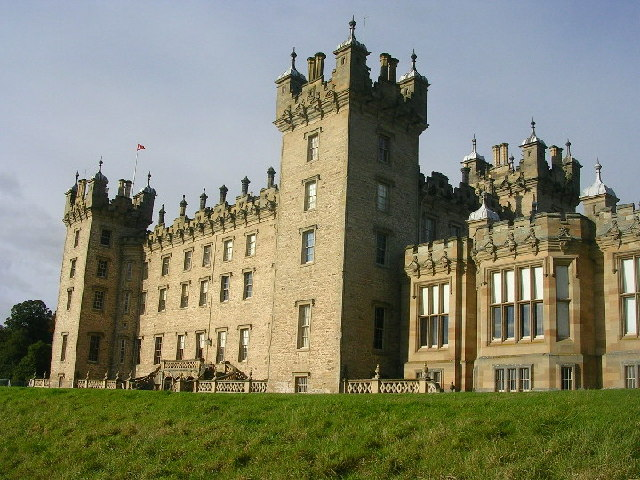
現在も公爵家の邸宅であるフロアズ城。

ジョン・カー(1680頃-1741)はスコットランド国務大臣を務めた人物で、イングランドとスコットランドの合同成立に尽力した。その功績を認められて1707年4月25日にスコットランド貴族としてロクスバラ公爵(Duke of Roxburghe)に叙されるとともに、ボーモント=セスフォード侯爵(Marquess of Bowmont and Cessford)、ケルソー伯爵(Earl of Kelso)、ブロックスマス子爵(Viscount Broxmouth)、セスフォード及びオーヴァートンのカー卿(Lord Ker of Cessford and Overton)を授けられて公爵家の始祖となった。一連の爵位には「ロクスバラ伯爵位を継ぐ者」といった継承要件が定められていた。また、スコットランド貴族の公爵位創設はロクスバラ公位で最後となった。
2代公ロバート(1709-1755)は初代公の一人息子である。彼は1722年5月24日にグレートブリテン貴族としてヨーク州ウェイクフィールドのカー伯爵(Earl Ker, of Wakefield in the County of York)及びヨーク州ウェイクフィールドのカー男爵(Baron Ker, of Wakefield in the County of York)に叙された。
3代公ジョン(1740-1804)はジョージ3世の治世下で寝室官長やロクスバラ統監を歴任した。しかし、3代公は未婚であり子がいなかったため、ウェイクフィールドのカー伯爵及びカー男爵位は共に廃絶した。他方、公爵位は遠縁の第7代ベレンデン卿が継承したため、ベレンデン卿位(Lord Bellenden)が公爵位の従属爵位となった。
しかし、4代公ウィリアム(1728-1805)も子のないまま死去するとベレンデン卿位は廃絶、公爵位は継承を証明できる人物がおらず休止(Dormant)となった。これを奇貨として、第6代準男爵サー・ジェームズ・イニス(1736-1823)はイニス家を通じて公爵家の祖（初代ロクスバラ伯爵）の女系子孫であったため、1807年にその姓に「カー(Ker)」を加えたほか、爵位と地所の継承を主張した。これには3人もの親族から異議が唱えられて、互いに公位を主張する事態となった。このロクスバラ公位継承事件は最終的には1812年に貴族院特権委員会よりジェームズに公爵位が帰属する旨の裁定がなされて落着した。また、彼の実家イニス家は1625年創設の(イニスの) 準男爵位(Baronet, of Innes)を世襲していたため、この準男爵位も公爵家当主が帯びることとなった。
5代公ジェームズ(1736-1823)ののちは、その一人息子ジェームズ・ヘンリー・ロバートが公位を襲った。その6代公ジェームズ(1816-1879)はベリックシャー統監やスコットランド国立銀行総裁を務めたのち、1837年8月11日に連合王国貴族爵位のイニス伯爵(Earl of Innes)を得ている。
その孫である8代公ヘンリー(1876-1932)はニューヨークの不動産王オグデン・ゴレットの娘メアリー・ゴレットと結婚し、9代公爵となる長男ジョージ（9代公、1913-1974）を授かった。その孫にあたる11代公チャールズ(1981-)が2020年現在のロクスバラ公爵家当主である。

## 現当主の保有爵位 / 準男爵位
現当主である第11代ロクスバラ公爵チャールズ・イニス＝カーは以下の爵位を保持している。
- 第11代ロクスバラ公爵(11th Duke of Roxburghe)
(1707年4月25日の勅許状によるスコットランド貴族爵位)
- 第11代ボーモント＝セスフォード侯爵(11th Marquess of Bowmont and Cessford)
(1707年4月25日の勅許状によるスコットランド貴族爵位）
- 第15代ロクスバラ伯爵(15th Earl of Roxburghe)
(1616年9月16日の勅許状によるスコットランド貴族爵位）
- 第11代ケルソー伯爵(11th Earl of Kelso)
(1707年4月25日の勅許状によるスコットランド貴族爵位）
- 第6代イニス伯爵(6th Earl of Innes)
(1837年8月11日の勅許状による連合王国貴族爵位）
- 第11代ブロックスマス子爵(11th Vicount Broxmouth)
(1707年4月25日の勅許状によるスコットランド貴族爵位）
- 第15代ロクスバラ卿(15th Lord Roxburghe)
(1600年11月16日の勅許状によるスコットランド貴族爵位）
- 第15代セスフォード及びケイバートンのカー卿(15th Lord Ker of Cessford and Cavertoun)
(1616年9月16日の勅許状によるスコットランド貴族爵位）
- 第12代(イニスの)準男爵（英語版）(12th Baronet, of Innes)
(1625年5月28日の勅許状によるノヴァスコシア準男爵位、最先任のスコットランド準男爵位[9])

## 一覧

### ロクスバラ伯爵（1616年）
- 初代ロクスバラ伯爵ロバート・カー（英語版）（1570年 - 1650年）
- 第2代ロクスバラ伯爵ウィリアム・カー（1622年 - 1675年）
- 第3代ロクスバラ伯爵ロバート・カー（英語版）（1658年頃 - 1682年）
- 第4代ロクスバラ伯爵ロバート・カー（1677年頃 - 1696年）
- 第5代ロクスバラ伯爵ジョン・カー（1680年頃 - 1741年）（1707年にロクスバラ公爵叙爵）

### ロクスバラ公爵（1707年）

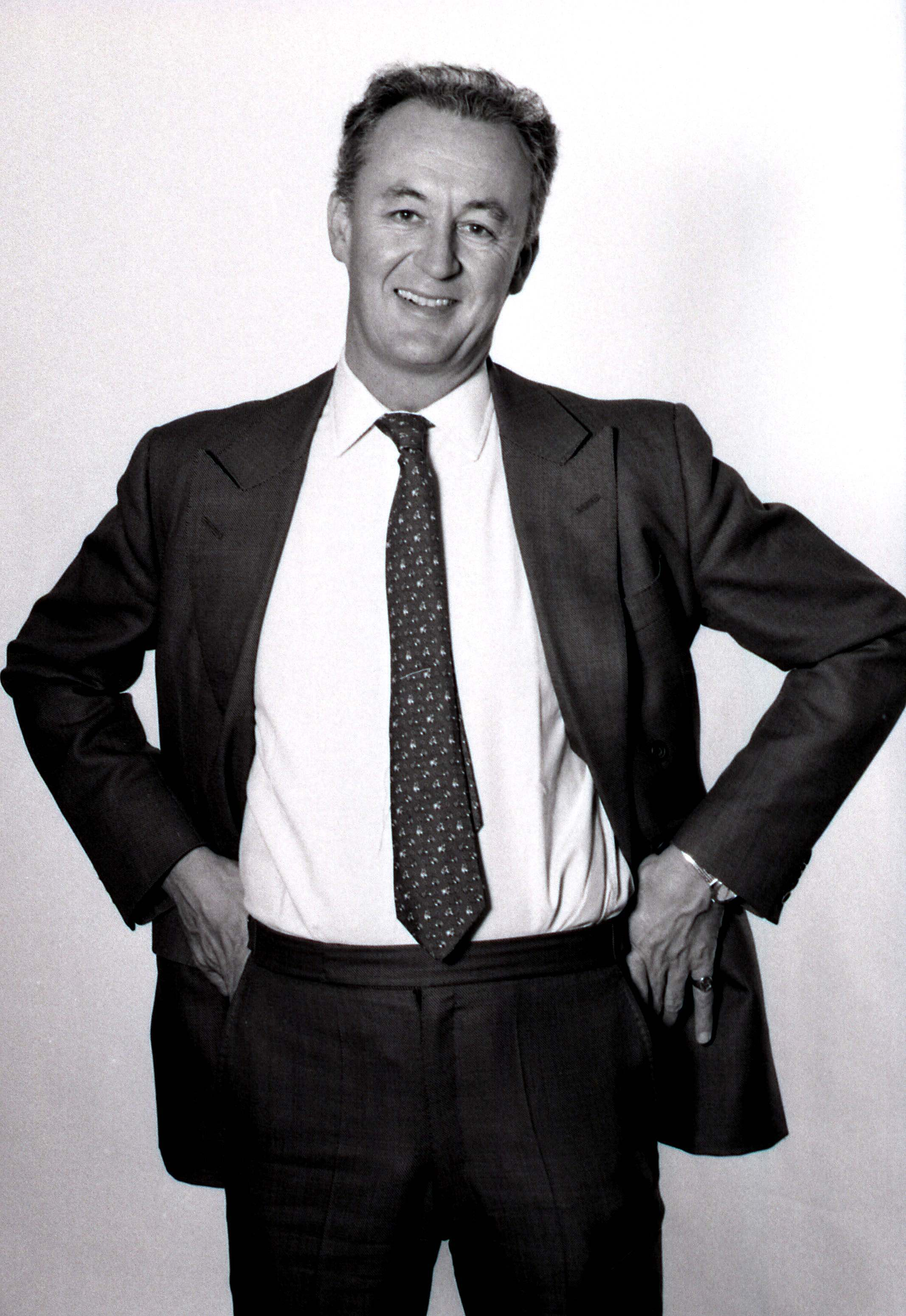
10代公爵ガイ・イニス＝カー。アラン・ウォーレン撮影。

- 初代ロクスバラ公爵ジョン・カー（1680年頃 - 1741年）
- 第2代ロクスバラ公爵ロバート・カー（1709年頃 - 1755年）
- 第3代ロクスバラ公爵ジョン・カー（英語版）（1740年 - 1804年）
- 第4代ロクスバラ公爵（第7代ベレンデン卿）ウィリアム・ベレンデン＝カー（1728年 - 1805年）
- 第5代ロクスバラ公爵ジェームズ・イニス＝カー（1736年 - 1823年）
- 第6代ロクスバラ公爵ジェームズ・ヘンリー・ロバート・イニス＝カー（1816年 - 1879年）
- 第7代ロクスバラ公爵ジェームズ・ヘンリー・ロバート・イニス＝カー（1839年 - 1892年）
- 第8代ロクスバラ公爵ヘンリー・イニス＝カー（1876年 - 1932年）
- 第9代ロクスバラ公爵ジョージ・ヴィクター・ロバート・ジョン・イニス＝カー（英語版）（1913年 - 1974年）
- 第10代ロクスバラ公爵ガイ・イニス＝カー（1954年 - 2019年）
- 第11代ロクスバラ公爵チャールズ・イニス＝カー（1981年 - ）
  - 法定推定相続人は現当主の息子であるボーモント＝セスフォード侯爵フレデリック・チャールズ・イアン・イニス＝カー（1984年 - ）

### 註釈
1. ↑  1643年にノヴォダマスした際に「初代伯の指名する人物」を残余権として得たため、翌年には継承者の指名を行ったがこれは効力を発揮せず、1646年に再度特別継承権つきの勅許状が発出された。
2. ↑  他方、特別継承権のないロクスバラ卿位は廃絶した。
3. ↑  第2代ベレンデン卿ジョンは第2代ロクスバラ伯爵の四男にあたっており、第7代ベレンデン卿はその男系子孫にあたる[14]。
4. ↑  初代伯の長男ハリー・カー卿の長女マーガレットの直系曾孫にあたる。
5. ↑  この準男爵位は現存最古のスコットランド準男爵位であるため、5代公以降の歴代当主は最先任のスコットランド準男爵の資格を帯びることとなった。